# Pupilla heterophylla
Pupilla heterophylla là một loài thực vật có hoa trong họ Ô rô. Loài này được (Nees ex Mart.) Rizzini miêu tả khoa học đầu tiên năm 1950.